# Lima
Lima je glavno mesto južnoameriške države Peru, s skoraj sedmimi milijoni prebivalstva in je največje mesto v državi. V somestju Lime in pristaniškem mestu Callao živi v skupno 8.482.619 prebivalcev (podatki 2007). Obe mesti skupaj predstavljata somestje Lima (Metropolitana de Lima).
Lima je glavno prometno vozlišče, kot tudi najpomembnejše gospodarsko in kulturno središče s številnimi univerzami, šolami, muzeji in spomeniki. Zgodovinsko središče Lime je bilo leta 1988 vpisano (leta 1991 razširjeno) na Unescov seznam svetovne kulturne dediščine.

## Etimologija
Ime mesta Lima izvira verjetno iz besede Lima - Jaqaru limaq ali limaq - wayta, kar pomeni "rumeni cvet". Druga možnost je, da ime izhaja iz besede rimaq (ali Wanka limaq) v jeziku Kečua, kar pomeni "govorec". Temu v prid govori tudi dejstvo, da se reka ob kateri se nahaja mesto imenuje Rio Rimac (v jeziku Kečua = Rimaq).
Mesto je bilo ustanovljeno leta 1535 pod imenom "Mesto kraljev" (špansko: Ciudad de los Reyes), ker je bilo ustanovljeno 6. januarja, ki je praznik Svetih treh kraljev. Ime je hitro padlo v pozabo in Lima je ostalo ime na najstarejših španskih zemljevidih Peruja.

## Geografska lega
Lima se nahaja ob reki Rio Rimac ob vznožju zahodnega dela centralnih perujskih Andov, v geografskem območju Chala. Središče Lime se nahaja na nadmorski višini okoli 160 m, sicer pa je mesto poseljeno do višine skoraj 1000 metrov (primestno naselje Chosica ima glavni trg na višini okoli 950 m).
Upravni del mesta, je enak s provinco Lima (tudi "Municipalidad Metropolitana de Lima") in ima površino 2.672,28 km². Od tega 825,88 km² ali 30,9 % pripada mestnemu jedru, 1846,4 km² ali 69,1 % pa predmestju in pozidanemu podeželju. Metropolitansko območje Lime je razdeljeno na 43 okrožij v regiji Metropolitana Lima in šest okrožij v regiji Callao. Razprostira se na površini 2.819,26 km².
Metropolitansko območje Lime se razteza okoli 60 km v smeri sever-jug in 30 km v smeri vzhod-zahod. Gosto pozidano mestno območje je na severu omejeno z reko Chillon, na jugu sega do reke Río Lurín, na vzhodu do sotočja Rio Santa Eulalia in glavne reke Río Rimac. Center se nahaja približno 15 km od reke Rio Rimac.
Reka Río Rimac ima za Limo velik pomen. Reka je vir pitne vode, saj prihaja izpod ledenika. Umikanje ledenika, ki je verjetno posledica podnebnih sprememb povzroča nihanje vodostaja. Poleg tega je celotno povodje reke Rimac izkoriščeno za proizvodnjo električne energije (na elektroenergetsko omrežje Matucana, Huinco in Yanamayo).

## Klima
Mesto se nahaja v subtropskem pasu. Srednja povprečna temperatura je 18,2 °C. Letno pade povprečno le 13 mm padavin z daljšimi obdobji brez padavin.
Od maja do oktobra je mesto praktično celo dopoldne, pogosto pa cel dan zavito v gosto obalno meglo ali nizko oblačnost (garua). To je posledica kondenzacije vodne pare v zraku nad razmeroma mrzlim morjem, ki ga ohlaja Humboldtov tok, ki prihaja z juga. Lima ima 1284 sončnih ur na leto, 28,6 ur v juliju (pozimi) in 179,1 ur v januarju (poletje). To je zelo malo glede na geografsko lokacijo mesta. Najhladnejši mesec je avgust. Temperature padejo povprečno na 15,1 °C. Poleti (december-marec) je značilno sončno vreme in prijetne temperature. Najtoplejši mesec je februar s povprečjem 22,3 °C.

## Upravna delitev mesta
Leta 2002 je bila Lima razdeljena na mesto in regijo Lima Metropolitana.
Upravni del mesta je enak kot provinca Lima. Mesto je razdeljeno na 43 okrožjih (Distritos). Od tega jih je 30 v osrednjem mestu. To so: Ate (ali Vitarte), Barranco, Brena, Cercado de Lima, Chorillos, Comas, El Agustino, Independencia, Jesús María, La Molina, La Victoria, Lince, Los Olivos, Magdalena del Mar, Miraflores, Pueblo Libre (ali Magdalena Vieja), Puente Piedra, Rimac, San Borja, San Isidro, San Juan de Lurigancho, San Juan de Miraflores, San Luis, San Martin de Porres, San Miguel, Santa Anita, Santiago de Surco, Surquillo, Villa El Salvador in Villa María del Triunfo. Vsak okrožje ima svojo lokalno samoupravo.
13 okrožij Lime leži izven mestnega središča v predmestju in na podeželju. To so: Ancon, Carabayllo, Chaclacayo, Cieneguilla, Lurigancho (ali Chosica), Lurin, Pachacamac, Pucusana, Punta Hermosa, Punta Negra, San Bartolo, Santa María del Mar in Santa Rosa.
Metropolitanska občina Lima ima podobne funkcije kot regionalne vlade, saj ne spada v nobeno od 25 regijah Peruja.

## Državne funkcije v Limi
Lima je glavno mesto Republike Peru s sedežem v Limi. Lima je dom treh vej oblasti. Izvršilna veja ima sedež v vladni palači, ki se nahaja na trgu Plaza Mayor. Zakonodajna veja ima sedež v zakonodajni palači in je dom kongresa Republike Peru. Pravosodni del ima sedež v palači za pravosodje in je dom vrhovnega sodišča Peruja. Prav tako se v Limi nahajajo tudi vsa ministrstva. Mesto Lima je sedež Andske skupnosti narodov, skupaj z drugimi regionalnimi in mednarodnimi organizacijami.
Pravosodna palača je sedež vrhovnega sodišča in je najvišji sodni organ v Peruju s pristojnostjo nad celotno državo. Lima je sedež dveh od 28 višjih ali Superior sodišč. Prvo in najstarejše višje sodišče je Superior Court of Justice v Limi. Zaradi organizacije sodstva v Peruju, je največja koncentracija sodišč prav v Limi. Višje sodišče Cono Norte je drugo višje sodišče s sedežem v Limi in je del sodnega okraja Severna Lima. Ta sodni okraj je pristojen za odločanje v preostalih osmih okrožjih, ki se nahajajo v severni Limi.

## Zgodovina

### Obdobje kolonializma
Še pred prihodom Špancev je bilo metropolitansko območje Lime najbolj gosto naseljeno območje perujske obale. 18. januarja 1535 je španski konkvistador Francisco Pizarro mesto poimenoval z imenom Ciudad de los Reyes (mesto kraljev). Mesto je imelo strateško lego med obalo in rodovitno dolino Río Rimac. Bilo pa je tudi dobro izhodišče za relativno hiter dostop v centralne Ande.
Leta 1542 je španski podkralj določil Limo za glavno mesto Nove Granade (današnje države Ekvador, Kolumbija in Venezuela), vključeni pa so bili tudi današnji deli Bolivije, Čila, Paragvaja in Argentine. 12. maja 1551 je bil ustanovljen dominikanski samostan Nuestra Señora del Rosario z univerzo San Marcos (prva univerza v Ameriki). V 16. in 17 stoletju (dveto let) je bila Lima versko, gospodarsko in politično središče španske kolonije v Južni Ameriki.
Mesto je bilo središče represije nad avtohtonim prebivalstvom, vključno z inkvizicijo in sežiganjem na grmadi. Katoliška cerkev je zatirala stare verske običaje, obrede in staro medicino. Mesto je cvetelo pod stalnim dotokom zlata in srebra, ki so si ga Španci najprej prisvojili od Inkov, kasneje pa pridobivali iz rudnikov v Andih. Bogastvo je privlačilo vedno več piratov. Eden znanih Sir Francis Drake je leta 1579 zaprl pristanišče Callao, ki je bilo tudi pristanišče za Limo. Šele 100 let pozneje je bila zgrajena obramba pred napadi piratov.
Prebivalstvo Lime je naraslo že na več kot 25.000 prebivalcev. Kljub občasnim potresom - 20. oktober 1687 (5.000 mrtvih) in 28. oktober 1746 (18.000 mrtvih) - je mesto raslo in se razvijalo. V 18. stoletju je bil položaj mesta z ustanovitvijo podkraljevin Nove Granade (1717) in Río de la Plata (1776), oslabljeno.

### Neodvisnost
V decembru 1820 vojska pod vodstvom generala José de San Martína porazi Špance v bitki pri Piscu in zasede Limo. 28. julija 1821 je San Martín uradno razglasil neodvisnost Peruja, potem ko je ta že bila razglašena leta 1820 v Trujillu, kjer je danes spomenik osvoboditvi "La Libertad". 3. avgusta 1821 je bil San Martin izvoljen za predsednika nove republike s sedežem v Limi. Sredi 19. stoletja sledi obdobje industrializacije in leta 1851 v perujsko prestolnico pripelje prva železniška proga, ki je bila tudi prva v Južni Ameriki. Leta 1861 je mesto imelo okoli 100.000 prebivalcev.
Med "Solitrno vojno" (1879-1883) čilske čete zasedejo mesto in ga izropajo. V poznem 19. stoletju pridobivanje gvana na otokih ob obali prinese mestu bogastvo in blaginjo. V začetku 20. stoletja se je začel ponovni vzpon rasti prebivalstva, leta 1919 je bilo v Limi že 175.000 ljudi.
Tik pred 2. svetovno vojno je v Limi živelo že več kot pol milijona prebivalcev. Veliko tujih priseljencev je našlo svojo novo domovino na perujski obali. Kot v kolonialnih časih, so sedaj prihajali kitajski pogodbeni delavci na delo na plantaže. Nastajala je multi-kulturna mešanica narodov, ki je pomembno prispevala k svetovljanski podobi mesta.
V drugi polovici 20. stoletja so problemi na podeželju okrepili priseljevanje v mesto: eksplozija prebivalstva, pomanjkanje infrastrukture in naravne nesreče so omogočile širjenje slumov. Strah pred gverilsko organizacijo Sendero Luminoso (Sijoča pot) v letih 1980 do 1990 je še stopnjevalo položaj.
18. junija 1986 je bil v ženskem zaporu Lurigancho in v zaporu na otoku El Fronton v Callau upor 370 domnevnih podpornikov organizacije Sendero Luminoso. Upor je vlada z orožjem zatrla. Umrlo naj bi 249 zapornikov, med njimi je bilo 124 ustreljenih po tem, ko so že bil upor zatrt.
17. decembra 1996 je 15 članov Movimiento Revolucionario Tupac Amaru med sprejemom napadlo japonsko veleposlaništvo v Limi ter zajelo številne pomembne osebnosti kot talce. 22. aprila 1997 je vojska napadla japonsko veleposlaništvo in končala zasedbo. Vseh 14 ugrabiteljev, 1 talec in dva vojaka so padli. 71 talcev je bilo osvobojenih.

## Razvoj prebivalstva
Ob prihodu Špancev je imela Lima raster 13 krat 9 ulic in 117 hišnih enot in je bila pravo indijansko naselje. Leta 1562 se je mesto širilo čez reko, ko je bil zgrajen prvi most. Leta 1610 je bil odprt prvi kamniti most. V tem času je imela Lima že okoli 16.000 prebivalcev. leta 1861 se je število prebivalcev prvič povzpelo preko 100.000. Do 1927 se je to število podvojilo. Večina priseljencev je prišla do leta 1950. Danes ima Lima približno sedem milijonov prebivalcev.
Število prebivalcev osrednjega predela mesta (Ciudad de Lima) brez primestnega območja, se je v zadnjih petih desetletjih povečalo za osemkrat: če je bilo leta 1951 v mestu 835.000 ljudi, jih je bilo leta 2007 ob popisu že 6.960.943. Gostota prebivalstva je torej 8.429 prebivalcev na km².
V celotnem mesto, ki se razteza po vsej regiji Lima, živi 8.482.619 ljudi (2007). Gostota prebivalstva je 2846 ljudi na km2. V predmestju in na podeželju zunaj mesta živi 644.799 ljudi. Gostota prebivalstva je tam 349 ljudi na km2.
Pred nekaj desetletji se je zgornji srednji razred preselil iz prenatrpanega mestnega jedra. Zgrajene so bile nove soseske, kot Miraflores in San Isidro, medtem ko je zelo bogata soseska nastala v novem okrožju Monterrico La Molina na vzhodu Lime.

## Mestna oblast
Od 1. januarja 2011 je županja Lime Susana Villarán de la Puente. To je šele druga ženska na tem mestu. Njen predhodnik Marco Sánchez Parra je bil župan po tem, ko je Luis Castañeda Lossio oktobra 2010 izstopil iz konzervativne stranke "Alianza Unidad Nacional" z namenom, da se osredotoči na svojo predsedniško kandidaturo.
Castañeda je imel v svojem programu zlasti izboljšanje slabe infrastrukture in boj proti kriminalu. Eden njegovih prvih ukrepov na začetku mandata je bil izgon protestnikov, ki so vsakodnevno ogrožali mestno središče in vladna okrožja, kar mu je prineslo podporo ljudi, ki so trpeli zaradi protestov trgovcev in podjetnikov.
Začel je nekaj večjih projektov za rešitev prometnih problemov v mestu. Glavni program je vseboval ukrepe za ureditev okolju prijaznejšega mesta, povečanje rekreacijskih površin in rešitev najbolj v nebo vpijoče problematike, odvažanje smeti.

## Partnerska mesta
Lima ima tesne stike z naslednjimi mesti:
| - Arequipa, Peru - Cuzco, Peru - Piura, Peru - Trujillo, Peru - Los Angeles, ZDA - Austin, ZDA, od leta 1981 - Cleveland, ZDA - Miami, ZDA - Stamford, ZDA - Oruro, Bolivija | - Bordeaux, Francija, od leta 1957 - Peking, Kitajska, od novembra 1983 - Manila, Filipini - Madrid, Španija - Ciudad de México, Mehika - São Paulo, Brazilija - Tegucigalpa, Honduras - Akhisar, Turčija | - Karaçoban, Turčija - Buenos Aires, Argentina - Guadalajara, Mehika - Toronto, Kanada - Bogotá, Kolumbija - Kairo, Egipt - Cardiff, Združeno kraljestvo - Pescara, Italija - Kijev, Ukrajina - Brasília, Brazilija |

## Znamenitosti

### Muzeji
Lima ima veliko muzejev in razstavišč. Arheološki kompleks Huaca Pucllana (znan tudi kot Huaca Juliana) - danes park in muzej - je bil v letih 200-700 n.št. upravno obredno središče kulture Lima.
Instituto Riva Agüero, ustanovljen leta 1947 kot raziskovalni center za humanistične vede na Katoliški univerzi, ima oddelke za arheologijo, umetnost in ljudsko kulturo. Inštitut ima tudi muzej umetnosti in ljudske kulture ter arheološki muzej Josefina Ramos de Cox.
Med najpomembnejšimi muzeji v mestu so: 
- arheološki muzej Rafael Larco Herrera. To je največja svetovna zasebna zbirka španske umetnosti. Nastala je iz zbirk in predmetov iz izkopavanj Rafaela Larco Hoyle;
- Muzej Banco Central de Reserva del Peru ima med drugim arheološko zbirko, zbirko sodobnega perujskega slikarstva in ljudske umetnosti.
- Zanimiv je Museo de Arquelogía y Antropología de la Universitario Mayor de San Marcos (Muzej za arheologijo in antropologijo na univerzi San Marcos). Ustanovil ga je leta 1919 Julio C. Tello in je bil prvi arheološki muzej v Peruju.
- V Museo de la Inquisicion je zanimiva glavna dvorana z lesenim stropom iz 18. stoletja ter kletni prostori, kjer je inkvizicija izvajala mučenje z originalno mučilno opremo.

Prav tako je vredno obiskati Museo d'Oro. Ima neverjetno in edinstveno zbirko zlatih okraskov iz različnih predšpanskih kultur iz Andov. To so neprecenljivi dragulji, ki so jih naredili zlatarji, katerih dela je mogoče videti po vsem svetu. Poleg tega je še zanimiva zbirka orožja iz vsega sveta in pomembno gradivo iz  predinkovskega obdobja.
Pregled zgodovine in geografije Peruja je prikazan v Narodnem muzeju (Museo de la Nación), ki poleg arheoloških najdb prikazuje tudi tridimenzionalne modele znanih perujskih arheoloških najdišč (kot so Machu Picchu, Nazca črte, Chavín de Huántar).
Od leta 1997 vozi muzejski tramvaj po krajši tramvajski progi na Avenida Pedro Osma v okrožju Barranco. Obnovljen je motornik "Breda" iz leta 1924. V mestu je tudi muzej elektrike (Museo de la Electricidad).

### Arhitektura
Zgodovinsko središče Lime ima ulice v obliki šahovnice s čudovitimi zgradbami iz kolonialnega obdobja. Leta 1988, z razširitvijo leta 1991 je bilo uvrščeno na Unescov seznam svetovne kulturne dediščine.
Za arhitekturo Lime je značilna mešanica stilov. Primer zgodnje kolonialne arhitekture predstavlja samostan San Francisco, katedrala in palača Torre Tagle. To so zgradbe zgrajene pod vplivom španskega baroka, [49] španskega neoklasicizma in kolonialnega stila. Po osamosvojitvi se je postopno uvajal neoklasicizem in secesija. Velik je bil tudi vpliv francoski arhitekturnih slogov. V 60-tih letih 20. stoletja, ko je v Limi vladala vojaška hunta Juana Velasca Alvarada, je nastajala groba arhitektura. Primeri te arhitekture so Nacionalni muzej in Ministrstvo za obrambo. V 21. stoletju pa se že pojavljajo stekleni nebotičniki, zlasti v okolici finančne četrti.
Katedrala, zgrajena 1535-1625, po letu 1746 kompltno obnovljena zaradi poškodb v potresu, s kapelo in krsto, v kateri leži ustanovitelj Lime, Francisco Pizarro, slikami, ploščicami azulejos in iz lesa rezljanim pohištvom. Večina zunanjosti je pobarvana z rumeno-oker barvo, del pa zamolklo sivo. V notranjosti je zanimiv lesen kor iz 17. stoletja. Sosednja zgradba je Nadškofijska palača, ki je bila restavrirana leta 1920 in ima na fasadi impresivne lesene balkone. Okrog trga Plaza Mayor so še Mestna hiša (Municipalidad de Lima) obnovljena leta 1940 po požaru (v njej je tudi knjižnica), Vladna palača (Palacio de Gobierno) zgrajena v stilu francoskega baroka in druge.
Cerkev in samostan San Francisco (Monasterio de San Francisco), po velikosti in barvi eden najlepših arhitekturnih kompleksov v Latinski Ameriki. Notranjost je okrašena v andaluzijskem stilu Mudejar. Po potresu je bil skrbno obnovljen. V samostanu je knjižnica iz 17. stoletja, ki vsebuje 25.000 zvezkov in 6000 dokumentov iz 15. do 18. stoletja. Kupola je obložena s ploščicami in panamsko cedrovino in datira v leto 1625. Kor ima 130 sedežev in 71 panelov izrezljanih v les z motivi svetega Frančiška. Na stenah samostana so veliki murali (stenske slikarije) iz 17. stoletja. V refektoriju so slike Rubensa in Zurbarana, Zadnja večerja iz leta 1697, ki jo je naslikal jezuit Flemish.
Cerkev Iglesia de Santo Domingo s čudovito glavno klavzuro, grobnico San Martina de Porres-a.
Sijaj življenja v podkraljevini Peru simbolizirajo hiše v Limi, kot so: hiše Aliaga, vgrajene v templju bogov Kaziquen Taulichusco, hiša Goyoneche ali Rada z jasnim francoskim vplivom in palača Torre Tagle, ena najlepših stanovanjskih hiš iz leta 1735.
V Limi so ohranjene tudi zgradbe iz predšpanske dobe, ki ležijo na bregovih reke Rimac in na pacifiški obali. Najpomembnejša dediščina je velik tempelj Pachacamac. Zgrajen je bil v čast istoimenskem boga. Svetišče Pucllana, v četrti Miraflores, je še ena dediščina iz leta 400 n.št. in predstavlja pomembno upravno središče kulture v Limi.
Vredni ogleda so: velik osrednji trg Plaza Mayor v bližini Mestne hiše, predsedniška palača iz leta 1938 in nekaj sakralnih objektov iz 16. in 17. stoletja, kot so La Merced in San Pedro, ki so preživeli velik potres leta 1746. Vse hiše so v neokolonialnem slogu, okrašene z loki in lesenimi balkoni.
- Obala v megli
- Park ljubezni
- Palače okoli Plaza Mayor
- Katedrala v Limi
- Vhod v cerkev v samostanu San Francisco

### Parki
Eden od najbolj znanih parkov v Limi je Univerzitetni park (Parque Universitario). Leta 1870 je bilo uničenih 20.000 m² kolonialnih zidov, ki so obkrožali Limo in oblikovali izgradnjo mesta. Do leta 1921 je bil, ob 100. obletnica neodvisnosti Peruja, zgrajen 30 metrov visok stolp z uro, ki ob 12 uri predvaja himno.
Zanimivi so tudi parki v okrožju Miraflores. Okrožje je znano po svojih številnih cetličnih gredah.
Mimo Parque Central in Parque Kennedy teče cesta Avenida Larco proti morju. Plaže na tem območju so del "Zelene obale", kjer v poletnih mesecih na tisoče deskarjev išče zabavo. Vredna ogleda sta Parque del Amor in Parque El Olivar v okrožju San Isidro s svojimi oljkami, ki so bile nekoč v 15. stoletju uvožene iz Španije.
Na jugu Lime se nahaja "Zona Reservada de los Pantanos de Villa". 396 hektarjev velik vodni park je predvsem zanimiv za ljubitelje ptic. Tukaj so evidentirali 154 vrst ptic, polovica je ptic selivk. Tukaj raste tudi 55 vrst rastlin. Mokrišče se nahaja v okrožju Chorrillos, na koncu Avenida Huaylas, v bližini južnega dela Pan ameriške ceste (Panamericana Sur).
Prav tako na jugu Lime se nahaja Reserva Park. V njem so fontane in skulpture, ki so ponoči obarvane z lasersko svetlobo.

### Festivali
Vsako leto 30. avgusta se odvija procesija v čast zavetnice Lime, Santa Rosa de Lima (1586-1617). Njeno pravo ime je bilo Isabel de Flores. Starša sta bila Gaspar de Flores in María de Oliva. Pri 20-ih je odšla v samostan dominikancev, ki se je kasneje preimenoval v Santa Maria Rosa. Leta 1671 je papež Klemen X. uradno razglasil Isabel de Flores kot prvo ameriško svetnico.
Drug pomemben dogodek je letna vojaška parada, ki se odvija 28. julija ob dnevu državnosti (Fiestas Patrias) na Plaza Mayor.
Prvo nedeljo v avgustu, v čast Virgen Shiquita, María de la Asunción, se odvija procesija in plešejo nacionalni plesi iz Andov v cerkvi "Iglesia de San José Barrios Alto".
18. oktobra se odvija velika procesija z več kot sto tisoč ljudmi v čast Čudežnega gospoda (Señor de los Milagros).

### Kulinarika
Lima je kulinarična prestolnica Peruja, do leta 1921 pa želi postati kulinarična prestolnica Južne Amerike.
Predvsem v južnem delu mesta, v bogatejših okrožjih Miraflores in Barranco, se nahaja bogata in raznolika paleta restavracij, kavarn in barov. Značilna je kreolska kuhinja z ribami in morskimi sadeži. Specialiteta je jed ceviche - to je jed iz surove ribe z dodatkom limetinega soka.
Še ena posebnost je causa a la Limeña, hladna predjed, ki je sestavljena iz pire krompirja, tune in majoneze. Sestavine so zložene druga na drugo in zapečene.
Turrón de Doña Pepa je zelo dekorativna sladica, ki je še posebej aktualna v mesecu oktobru in jo jedo na festivalu Señor de los Milagros.
Druge posebnosti, ki jih prodajajo zlasti na majhnih uličnih stojnicah s hrano so: anticuchos (nabodala z mariniranimi govejimi srci), emoliente (hranljiv napitek iz lanenih semen in drugih sestavin) in Picarones (sladica iz ocvrtega sladkega krompirja s sladkornim sirupom).
Zelo posebna mešanica mednarodnih jedi je perujsko-kitajska kuhinja Chifa, ki je priljubljena v vseh slojih družbe. V nasprotju z običajno kitajsko kuhinjo po svetu, ta vsebuje različne elemente andske in evropske kuhinje.
Zelo priljubljena med mestnim prebivalstvom je perutnina na žaru (Pollo la brasa).

## Gospodarstvo in infrastruktura

### Trgovina
Med največjimi nakupovalnimi centri v mestu sta Centro Comercial Jockey Plaza in Surco. Zgrajena sta v ameriškeem stilu s supermarketi, bankami, butiki, športnimi trgovinami in drugimi trgovinami ter restavracijami.
Podoben, vendar manjši je Centro Comercial San Isidro. Centro de Entretenimiento Larcomar je sodobna stavba, ki se nahaja na sredini nakupovalne promenade s številnimi restavracijami, bari, velikim kinom in bowlingom. Še eno obsežno nakupovalno središče je Centro Comercial San Miguel v bližini živalskega vrta, ki se nahaja v Parque de las Leyendas.
Tržnica s sadjem in zelenjavo Central Market, se nahaja v centru mesta, med deli Huallaga in Ucayali. Vsako soboto dopoldne, na zadnji strani parka Parque Reducto, prodajajo odlične ekološke pridelke (polnozrnati kruh, jajca, med in kavo Bioferia). Mercado Indio v soseski Miraflores, Centro Artesanal Carabaya in Centro Artesanal Santo Domingo ponujajo širok izbor izdelkov perujske obrti iz usnja, srebra, lesa, tekstila in keramike.

### Gospodarstvo
Glavno mesto je največje gospodarsko središče države. Metropolitana Lima, z okoli 7.000 industrijskimi obrati prispeva velik delež k zaposlovanju visoko kakovostne delovne sile, prodaje in ugodno vpliva na razvoj infrastrukture, zlasti prometne infrastrukture. Najpomembnejše industrijske panoge so tekstilna in oblačilna industrija, hrana in pijača ter predelovalna industrija. Poleg tega se izdelujejo vozila in usnjeni izdelki, predelujejo ribe in naftni derivati.
Pristanišče Lima je v Callau in je eno najpomembnejših ribolovnih in komercialnih pristanišč v Južni Ameriki. Opravi 75 % vsega izvoza in uvoza Peruja. Tukaj so velike hladilnice in več suhih dokov. Večji izvoz v pristanišču predstavljajo surova nafta, baker, železo, srebro, cink, svinec, bombaž, sladkor in kava. Ta dejavnost se bo razširila v pristanišče San Lorenzo Hub Port na otoku San Lorenzo.
Bruto domači proizvod (BDP) v Limi je leta 2005 znašal 32,765 mrd $. To predstavlja okoli 48 % celotnega BDP Peruja. BDP na prebivalca Lime je bil 3.643 US $. Povprečna letna gospodarska rast v zadnjih petih letih je bila med 4 in 5 %. Povprečni mesečni dohodek v Limi je znašal okoli 400 EUR za moške, za ženske pa le 67,8% moškega.
Lima je sedež skoraj vseh večjih državnih podjetij, bank in zavarovalnic. V Limi je tudi borza Bolsa de Valores de Lima (BVL), ustanovljena leta 1860 kot "Bolsa de Comercio de Lima". Sedanje ime je dobila leta 1971. Tudi večina tujih podjetij ima sedež v Limi. Zato je tukaj visoka koncentracija industrije kot tudi podjetja za upravljanje, raziskovanje in prodajo. Tudi zato ima metropolitansko območje slab odnos do ostalih predelov države.
Pojavljajo se težave z visoko onesnaženostjo zraka z industrijskimi emisijah, emisijami izpušnih plinov motornih vozil (visoka raven ozona in ogljikovega monoksida) ter hrup. Ni zadostnih zmogljivosti za odstranjevanje in čiščenje odpadnih vod, odpadnih plinov in komunalnih odpadkov. V barakarskih naseljih ljudem grozijo nalezljive bolezni zaradi slabe higiene in slabe oskrbe z vodo. Pogoste so bolezni dihal in kože.

### Promet

#### Daljinski promet
Lima je glavno prometno vozlišče v Peruju, z mednarodnim letališčem in dostopom do Pan ameriške cesto. Slednja je najpomembnejša pot iz Lima. Vodi na sever do meje z Ekvadorjem (Panamericana Norte) in na jug (Panamericana Sur) do čilske meje ter poteka ob obali Tihega oceana. Čas potovanja je približno 15 do 20 ur. Povezava vzhod-zahod v Andih se imenuje Carretera Central. Pripelje do La Oroya, kjer se cesta razveji v več krakov: na sever preko Tingo Maria da Pucallpo, na jug gre v Huancayo.
V Limi ni glavne avtobusne postaje ampak imajo avtobusna podjetja svoje terminale. Julija 2007 pa je bila zgrajena podzemna avtobusna postaja v središču mesta Lima, kar je izboljšalo povezavo z zunanjim območjem mesta.
17. maja 1851 je bila med Limo in Callaom odprta 13 km dolga železniška proga. Izhodišče za Huancayo je postaja "Estacion de Desamparados" v ulici Javier Ancash, nedaleč od Plaza Mayor v centru Lime. Druga najvišja železnica na svetu z doseženo višino 4781 m na prelazu La Galera - najvišja je proga v Laso s 5.072 m - preko prelaza La Oroya (3726 m) do Huancaya (3261 m) poteka preko 58 mostov, ima šest serpentin (proga poteka zik-zak) in 69 predorov. Od aprila do novembra dvakrat mesečno vozi muzejski vlak Ferrocarril Central Andino iz postaje "Desamparados", kjer je tudi manjši etnološki muzej. Lima je z železnico povezana še z Junin, Huancavelica, Pasco in Huanuco. Trenutno neaktivna povezava poteka od Lime na sever do mesta Huacho.
Mednarodno letališče v Limi se imenuje Aeropuerto Internacional Jorge Chavez. Nahaja se na aveniji Faucett, približno 15 kilometrov severozahodno od centra mesta proti Callau. Letališče je bilo odprto leta 1960.

#### Javni prevoz
24. marca 1878 je začel v Limi voziti prvi tramvaj na konjsko vprego, 17. februarja 1904 pa prvi električni tramvaj. Tramvaj je vozil do 18. septembra 1965.  Trolejbus je bil v mestu uveden v letih 1928-1931.
Lima ima od 18. januarja 2003 tudi podzemno železnico TREN Urbano. Tren Urbano vozi vsak dan od 6-22 ure. Načrtovana je tudi širitev omrežja.
Od sredine leta 2010 vozijo v smeri sever-jug tudi mestni avtobusi ("Metropolitano"). Poleg tega je ponovno v gradnji tramvaj ("tren eléctrico").
Javni prevoz se še vedno v veliki meri izvaja z zasebnimi avtobusi, kombiji, taksiji in ponekod celo motocikli. Zato je promet kaotičen. V zadnjih letih se je število taksijev na ulicah Lime pomnožilo. To je posledica slabih gospodarskih razmer, nizkih plač in visoke brezposelnosti. Zato ni izjema, da je voznik taksija akademsko izobražen.
V bogatejših soseskah kot je Miraflores, se pojavljajo tudi že kolesarske steze.

## Izobraževanje
Od 13-h univerz v Limi, so najbolj znane: 
- 12. maja 1551 odprta Universidad Nacional Mayor de San Marcos - najstarejša v Južni Ameriki. Univerza San Marcos v dominikanskem samostanu je bila ustanovljena s sklepom Fraya Thomasa de San Martína, pod vladavino podkralja Francisca de Toleda (1515-1582) pa dominikancem odvzeta. Leta 2002 je bilo na Univerzi 29.710 študentov in 3.549 podiplomskih študentov;
- leta 1896 odprta Univerza za gradbeništvo (Universidad Nacional de Ingeniería), odprl jo je poljski inženir Eduardo de Habich in je najbolj pomembna inženirska šola v državi in
- leta 1902 odprta Univerza za kmetijstvo (Universidad Nacional Agraria La Molina) - na njej je študiral nekdanji predsednik Alberto Fujimori;
- druga največja v državi je univerza Federico Villarreal Universidad Nacional;
- znana je še National University of Callao.

Leta 1917 je bila odprta Katoliška univerza (Pontificia Universidad Católica del Perú), ki je najstarejša zasebna univerza v državi. Razdeljena je na 10 oddelkov ima 40 različnih programov. Druge zasebne institucije so še Universidad del Pacifico, Universidad de Lima, Universidad de San Martin de Porres, Universidad Peruana Cayetano Heredia, Universidad Cientifica del Sur, Universidad San Ignacio de Loyola, Universidad de Ciencias Peruana Aplicadas, Universidad San Privada Juan Bautista in Universidad Ricardo Palma.

## Pomembni meščani
| - Daniel Alarcón, pisatelj - José Bernardo Alcedo, skladatelj - Isabel Allende, pisateljica - Alexis Amore, porno igralka - Fernando Belaúnde Terry, predsednik Peruja od 1963 do 1968 in 1980 do 1985 - Mario Belli Pino, šahist - Juan Francisco de la Bodega y Quadra, trgovec, raziskovalec, navigator - Francisco Bolognesi Cervantes, perujski maršal - Emilio Córdova, šahovski velemojster - Luis Cruzado, nogometaš - Pozzi Escot, skladateljica - Jefferson Farfán, perujski nogometaš - Rajmil Fischman (* 1956), skladatelj in pedagog - Juan Diego Flórez, operni pevec - Alberto Fujimori, politik in predsednik Peruja (1990–2000) - Alan García, predsednik Peruja od 1985 do 1990 in 2006 do 2011 - Celso Garrido Lecca, skladatelj - Fernando Fernán Gómez, španski igralec in režiser - Jorge Villavicencio Grossmann, skladatelj - José Paolo Guerrero, perujski nogometaš - Gustavo Gutiérrez, Soustanovitelj teologije osvoboditve - Juliane Koepcke (* 1954), nemška biologinja - Claudia Llosa, perujski filmski režiser in scenarist | - Nicolás Lindley López, vodja perujske vojaške hunte leta 1963 - Diego Maroto, najpomembnejši arhitekt v Limi v drugi polovici 17. stoletja - Luciana Morales Mendoza, šahistka - Max Otten, zdravnik, pionir medicine - Oscar Quiñones Carrillo, šahist in učitelj - Lorenzo Palacios Quispe, „kralj perujske Cumbia“ - Javier Pérez de Cuéllar, politik, Generalni sekretar ZN (1982–1991) - Ricardo Pérez Godoy, vodja vojaške hunte v Peruju od 1962 do 1963 - Claudio Pizarro, perujski nogometaš - Andy Polo, perujski nogometaš - Martin de Porres, perujski svetnik, Dominikanec - Manuel Prado y Ugarteche, predsednik Peruja od 1939 do 1945 in 1956 do 1962 - Juan Egaña Risco, čilenski predsednik - Rosa von Lima, svetnica, mistik - Raúl Ruidíaz, perujski nogometaš - Felipe Santiago de Salaverry, predsednik Peruja - Juan Luis Cipriani Thorne, Nadškof Lime, kardinal Rimskokatoliške cerkve - Henry Urday Cáceres, šahovski velemojster in funkcionar - Augusto Vargas Alzamora, Nadškof Lime, kardinal Rimskokatoliške cerkve - Álvaro Vargas Llosa, pisatelj in novinar - Raoul de Verneuil, skladatelj in dirigent - Alejandro Villanueva, nogometaš - Jaime Yzaga, tenisač |